# Pallacanestro ai IX Giochi dei piccoli stati d'Europa
Le gare pallacanestro ai IX Giochi dei piccoli stati d'Europa si svolsero tra il 29 maggio e il 2 giugno 2001 a San Marino.
Al torneo di pallacanestro Hanno partecipato sette squadre, solo in ambito maschile.

## Squadre partecipanti
- Andorra
- Cipro
- Islanda
- Lussemburgo
- Monaco
- San Marino
- Malta

## Medagliere
| #      | Nazione    | Oro | Argento | Bronzo | Totale |
| ------ | ---------- | --- | ------- | ------ | ------ |
| 1      | Cipro      | 1   | 0       | 0      | 1      |
| 2      | Islanda    | 0   | 1       | 0      | 1      |
| 3      | San Marino | 0   | 0       | 1      | 1      |
| Totale | Totale     | 1   | 1       | 1      | 3      |

## Podi
| Evento                 | Oro   | Argento | Bronzo     |
| Pallacanestro maschile | Cipro | Islanda | San Marino |

## Gironi di qualificazione

### Classifica gruppo A
| Squadra | G | V | P | PF  | PS  | DP  | P.ti | Note            |
| ------- | - | - | - | --- | --- | --- | ---- | --------------- |
| Islanda | 3 | 3 | 0 | 269 | 170 | +99 | 6    | Semifinale      |
| Monaco  | 3 | 1 | 2 | 203 | 226 | -23 | 5    | Semifinale      |
| Malta   | 3 | 1 | 2 | 204 | 254 | -50 | 4    | Finale 5º Posto |
| Andorra | 3 | 0 | 3 | 227 | 253 | -26 | 3    |                 |

### Classifica gruppo B
| Squadra     | G | V | P | PF  | PS  | DP  | P.ti | Note            |
| ----------- | - | - | - | --- | --- | --- | ---- | --------------- |
| Cipro       | 2 | 2 | 0 | 162 | 107 | +55 | 4    | Semifinale      |
| San Marino  | 2 | 1 | 1 | 147 | 165 | -18 | 3    | Semifinale      |
| Lussemburgo | 2 | 0 | 2 | 134 | 171 | -37 | 2    | Finale 5º Posto |

## Fase finale
|  | Semifinali | Semifinali | Semifinali |         |       | Finale 1º posto | Finale 1º posto | Finale 1º posto |  |
|  |            |            |            |         |       |                 |                 |                 |  |
|  | Cipro      | Cipro      | 108        |         |       |                 |                 |                 |  |
|  | Cipro      | Cipro      | 108        |         |       |                 |                 |                 |  |
|  | Monaco     | Monaco     | 40         |         |       |                 |                 |                 |  |
|  | Monaco     | Monaco     | 40         |         | Cipro | Cipro           | 79              |                 |  |
|  |            |            |            |         | Cipro | Cipro           | 79              |                 |  |
|  |            |            | Islanda    | Islanda | 65    |                 |                 |                 |  |
|  | San Marino | San Marino | Islanda    | Islanda | 65    | 102             |                 |                 |  |
|  | San Marino | San Marino |            |         |       | 102             |                 |                 |  |
|  | Islanda    | Islanda    | 108        |         |       | Finale 3º posto | Finale 3º posto | Finale 3º posto |  |
|  | Islanda    | Islanda    | 108        |         |       |                 |                 |                 |  |
|  |            |            |            |         |       |                 |                 |                 |  |
|  |            |            |            |         |       | Monaco          | Monaco          | 54              |  |
|  |            |            |            |         |       | Monaco          | Monaco          | 54              |  |
|  |            |            |            |         |       | San Marino      | San Marino      | 81              |  |

|  | Finale 5º posto |             |    |  |
|  |                 |             |    |  |
|  | Lussemburgo     | Lussemburgo | 81 |  |
|  | Malta           | Malta       | 72 |  |